# Lamprotornis mevesii
Lamprotornis mevesii е вид птица от семейство Скорецови (Sturnidae).

## Разпространение
Видът е разпространен в Ангола, Ботсвана, Замбия, Зимбабве, Малави, Мозамбик, Намибия и Южна Африка.